# ベオグラード・アリーナ
ベオグラード・アリーナ（Belgrade Arena、スポンサー名を冠する場合はシュタルク・アレナ（Štark Arena））はセルビアのベオグラードにあるセルビア最大の屋内競技場。
全体面積は48,000平方メートル。収容人数は20,000席。ハンドボールやバスケットボール、バレーボール、コンサートなどにも対応できる。2004年に7000万ユーロの建設費をかけて完成し、2008年のユーロビジョン・ソング・コンテストの会場になった。

## 歴史
1994年開催のバスケットボール世界選手権開催誘致のために、建設する予定だったが、ユーゴスラビアは1993年に記録的なインフレに見舞われ、開催権を失い、世界選手権はカナダで開催されることになった。さらに1999年の世界卓球選手権も開催地を計画されたが、NATO軍の攻撃で開催権を失い、オランダのアイントホーフェンで開催されることになった。
2004年、ユーゴスラビア軍の接収が解除され、ベオグラード・アリーナは無事完成、2005年ユーロバスケット決勝、バレーボール・ワールドリーグの決勝が行われた。2007年にはヨーロッパオリンピック委員会が主催するヨーロッパユースオリンピックフェスティバルの開会式、閉会式会場となった。2012年にはEHF EURO決勝が男女同時開催された。